# 班克羅夫特 (加利福尼亞州)
班克羅夫特（英語：Bancroft）是位於美國加利福尼亞州康特拉科斯塔縣的一個非建制地區。該地的面積和人口皆未知。

## 地理
班克羅夫特的座標為37°56′02″N 122°02′50″W / 37.93389°N 122.04722°W，而該地的平均海拔高度為27米（即89英尺）。